# Ингэм, Дэйн
Дейн Ингэм (англ. Dane Ingham; 8 июня 1999, Лисмор, Австралия) — новозеландский футболист, защитник клуба «Ньюкасл Юнайтед Джетс» и сборной Новой Зеландии.

## Клубная карьера
Ингэм начал карьеру в клубе «Брисбен Роар». 31 января 2017 года в поединке азиатской лиги чемпионов против филиппинского «Глобала» Дейн дебютировал за основной состав. 11 февраля в матче против «Мельбурн Сити» он дебютировал в A-Лиге. 18 февраля в поединке «Перт Глори» Дейн забил свой первый гол за клуб.

## Международная карьера
28 марта 2017 года в отборочном матче чемпионата мира 2018 против сборной Фиджи Ингэм дебютировал за сборную Новой Зеландии в возрасте 17 лет. В том же году в составе молодёжной сборной Новой Зеландии Дейн принял участие в молодёжном чемпионате мира в Южной Корее. На турнире он сыграл в матчах против команд Вьетнама и Гондураса.
В 2017 году Ингэм принял участие в Кубке конфедераций в России. На турнире он сыграл в матчах против команд Мексики и Португалии.

## Личная жизнь
Самоанец по матери. Старший брат Дейна — Джей, также профессиональный футболист.